# Janus (satelit)
Janus /'ja.nus/ este un satelit interior al lui Saturn. Este cunoscut și sub numele de Saturn X. Este numit după mitologicul Ianus.

## Istorie

### Descoperire
Janus a fost identificat de Audouin Dollfus pe 15 decembrie 1966  și a primit denumirea temporară S/1966 S 2. Anterior, Jean Texereau⁠(fr)[traduceți] îl fotografiase pe Janus pe 29 octombrie 1966 fără să-și dea seama. Pe 18 decembrie, Richard Walker a observat un obiect pe aceeași orbită cu Janus, dar a cărui poziție nu a putut fi reconciliată cu observațiile anterioare. Doisprezece ani mai târziu, în octombrie 1978, Stephen M. Larson și John W. Fountain și-au dat seama că observațiile din 1966 au fost cel mai bine explicate prin două obiecte distincte (Janus și Epimetheus) care împărtășesc orbite foarte asemănătoare,  Walker este acum creditat cu descoperirea lui Epimetheus.  Voyager 1 a confirmat această configurație orbitală în 1980.  (Vezi Mișcare coorbitală pentru o descriere mai detaliată a aranjamentului lor unic.)

### Istorie observațională
Ianus a fost observat în ocazii ulterioare și a primit diferite denumiri provizorii. Cele trei detectoare de particule energetice ale lui Pioneer 11 i -au detectat „umbra” atunci când sonda a zburat pe lângă Saturn pe 1 septembrie 1979 (S/1979 S 2. ) Janus a fost observat de Dan Pascu pe 19 februarie 1980 (S/1980 S 1, ) și apoi de John W. Fountain, Stephen M. Larson, Harold J. Reitsema și Bradford A. Smith pe 23 februarie 1980 (S/1980 S 2. )

### Nume
Janus este numit după zeul roman cu două fețe Ianus. Deși numele a fost propus informal la scurt timp după descoperirea inițială din 1966, nu a fost adoptat oficial până în 1983, când a fost numit și Epimetheus.
Oxford English Dictionary enumeră forma adjectivală a numelui satelitului ca Janian.

## Orbită

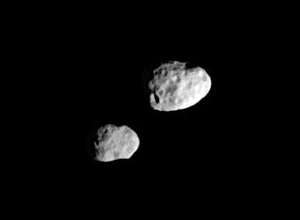
Epimetheus (stânga jos) și Janus (dreapta) văzuți pe 20 martie 2006, la două luni după schimbarea orbitelor. Cei doi sateliți apar apropiați doar din cauza perspectivei ; în realitate, Janus este cu aprox. 40.000 km mai departe de Cassini decât Epimetheus.

Orbita lui Janus este coorbitală cu cea a lui Epimetheus. Raza orbitală medie a lui Janus față de Saturn a fost, în 2006, cu numai 50 km mai mică decât cea a lui Epimetheus, o distanță mai mică decât raza medie a ambilor sateliți.În conformitate cu legile mișcării planetare ale lui Kepler, orbita mai apropiată este finalizată mai repede. Din cauza diferenței mici, este finalizată în doar aproximativ 30 de secunde mai puțin. În fiecare zi, satelitul interior este cu 0,25° mai departe în jurul lui Saturn decât satelitul exterior. Pe măsură ce satelitul interior îl ajunge din urmă pe satelitul exterior, atracția lor gravitațională reciprocă crește impulsul satelitului interior și îl scade pe cel al satelitului exterior. Acest impuls adăugat înseamnă că distanța satelitului interior față de Saturn și perioada orbitală sunt crescute, iar cele ale satelitului exterior sunt reduse. Momentul și magnitudinea schimbului de impuls este de așa natură încât sateliții schimbă efectiv orbitele, fără a se apropia niciodată mai mult de aproximativ 10.000 km. La fiecare întâlnire, raza orbitală a lui Janus se modifică cu ~20 km și a lui Epimetheus cu ~80 km: orbita lui Janus este mai puțin afectată, deoarece este de patru ori mai masiv decât Epimetheus. Schimbul are loc aproape la fiecare patru ani; ultimele apropieri mari au avut loc în ianuarie 2006,  2010, 2014 și 2018, iar următoarea va fi în 2022. Aceasta este singura astfel de configurație orbitală cunoscută în Sistemul Solar. 
Relația orbitală dintre Janus și Epimetheus poate fi înțeleasă în termenii problemei circulare restricționate a celor trei corpuri, ca un caz în care cei doi sateliți (al treilea corp fiind Saturn) sunt similari ca mărime unul cu celălalt.

## Caracteristici fizice
Janus este craterizat extensiv cu mai multe cratere mai mari de 30 km, dar are puține caracteristici liniare. Suprafața lui Janus pare a fi mai veche decât cea a lui Prometheus, dar mai tânără decât cea a Pandorei.
Janus are o densitate foarte scăzută și un albedo relativ mare, ceea ce înseamnă că are probabil foarte multă gheață și că este poros (o grămadă de moloz).

### Forme de relief
Craterele de pe Janus, la fel ca cele de pe Epimetheus, sunt numite după personaje din legenda lui Castor și Pollux. 
| Nume                 | Pronunție   | greacă  |
| -------------------- | ----------- | ------- |
| Castor               | /'kas.tor/  | Κάστωρ  |
| Idas                 | /'i.das/    | Ἴδας    |
| Lynceus              | /lin'ke.us/ | Λυγκεύς |
| Phoibe (din Mesenia) | /'foj.be/   | Φοίβη   |

## Interacțiuni cu inelele
Un inel slab de praf este prezent în jurul regiunii ocupate de orbitele lui Janus și Epimetheus, așa cum reiese din imaginile făcute în lumină împrăștiată înainte, de sonda spațială Cassini în 2006. Inelul are o întindere radială de aproximativ 5000 km.  Sursa sa sunt particulele aruncate de pe suprafața lor de impacturi cu meteoroizi, care apoi formează un inel difuz în jurul căilor lor orbitale. 
Împreună cu Epimetheus, Janus acționează ca un satelit păstor, menținând marginea exterioară bine definită a Inelului A într-o rezonanță orbitală de 7:6. Efectul este mai evident atunci când Janus care este mai masiv, se află pe orbita rezonantă (interioară). 

## Galerie

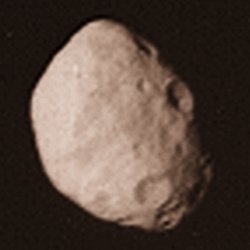
Janus văzut de Voyager 2 (25-08-1981).
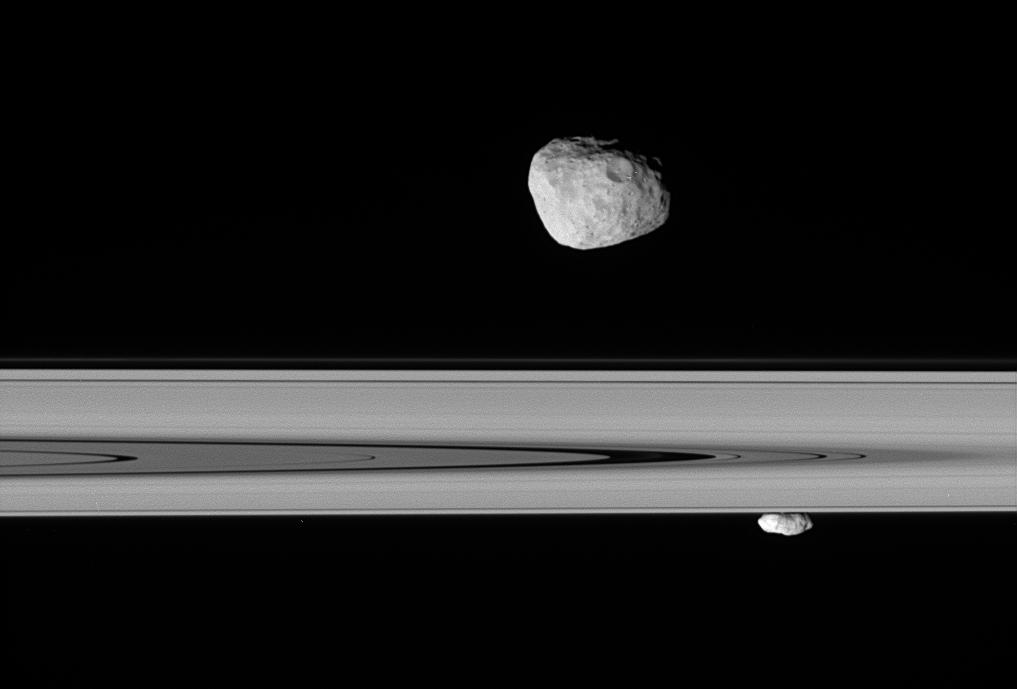
Janus și Prometheus se află deasupra și sub inelele lui Saturn (29-04-2006).
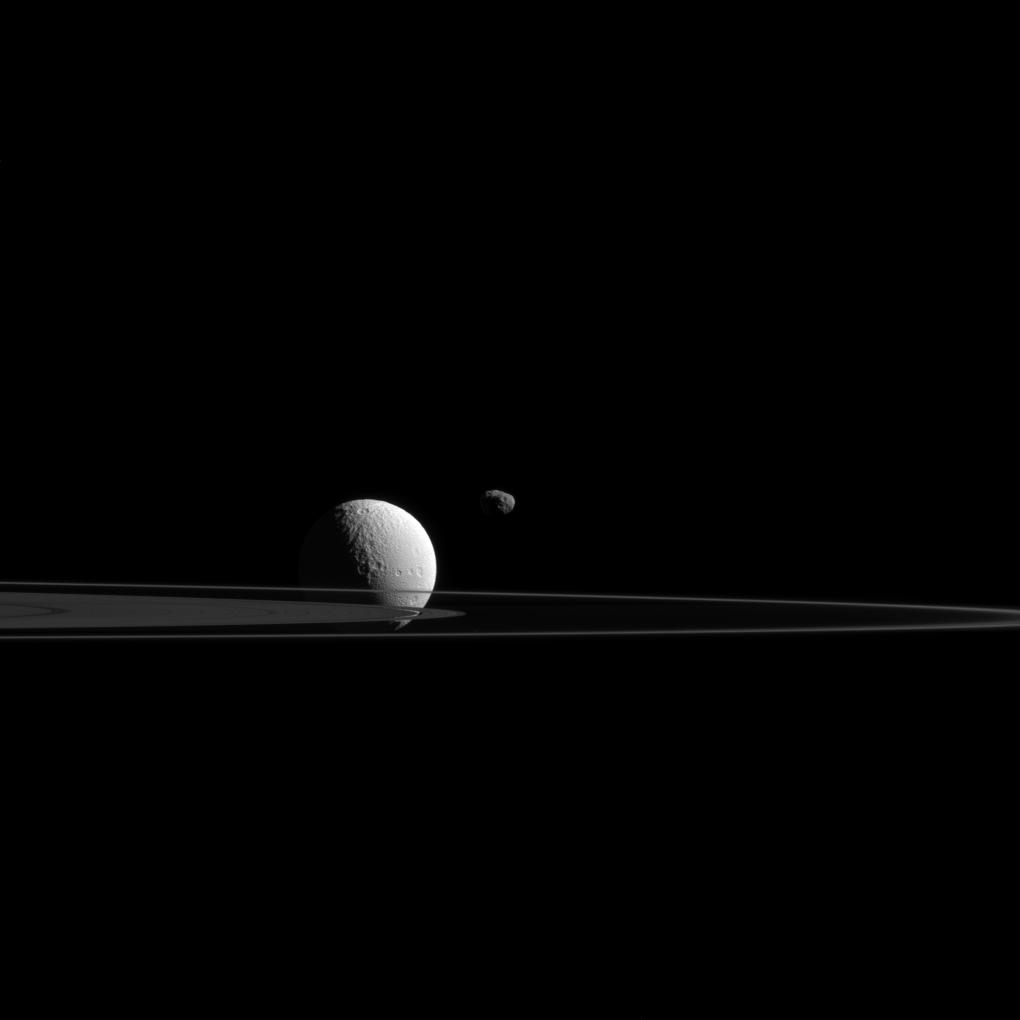
Janus și Tethys (la stânga) lângă inelele lui Saturn (2015-27-10).
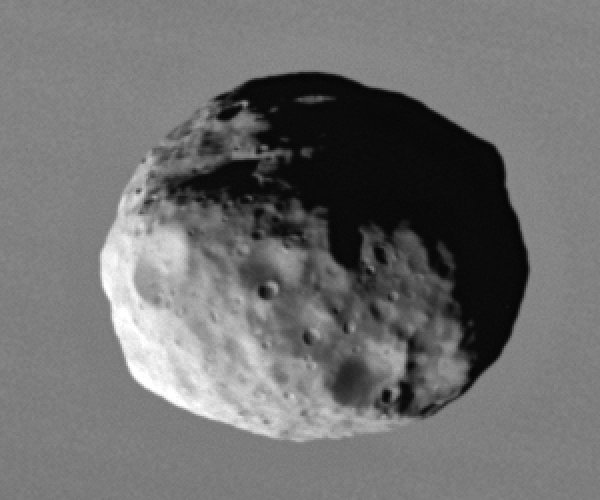
Janus în fața lui Saturn așa cum a fost fotografiat de Cassini (2006-25-09).
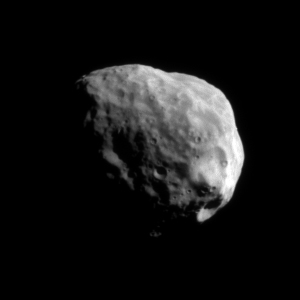
Janus așa cum este fotografiat de Cassini (2008-20-02).
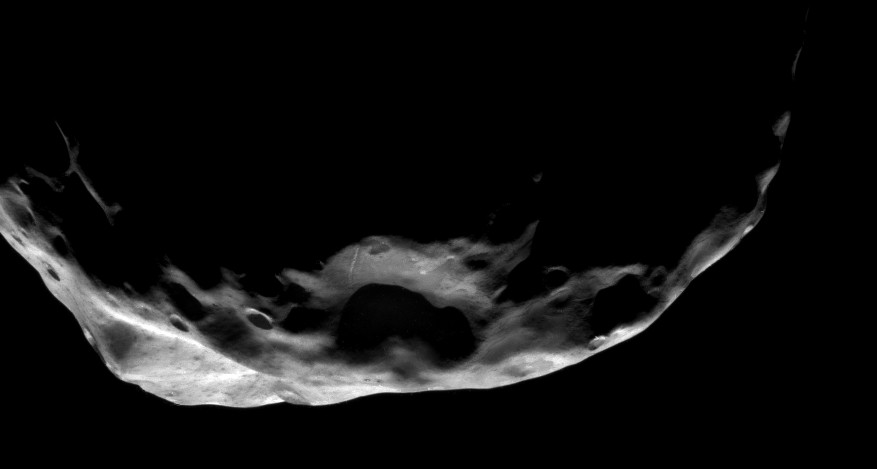
Janus Semilună (30-06-2008).

## În cultura populară
- În cartea Pushing Ice de Alastair Reynolds, Janus joacă un rol major. La începutul cărții, se abate brusc de la orbita sa normală și accelerează în afara sistemului solar.